# Palazzo Cornaggia
Palazzo Cornaggia, per intero Palazzo Cornaggia Castiglioni, è un edificio storico di Milano, situato in via Cappuccio n. 21.

## Storia e descrizione
L'originario palazzo Castiglioni è stato costruito nel XIII secolo, tuttavia al giorno d'oggi nulla resta della primitiva costruzione se non dei resti di una finestra al pian terreno: il palazzo fu completamente ristrutturato alla fine del XVIII secolo nell'austero stile neoclassico in voga nella Milano piermariniana.
La facciata, dalle decorazioni molto più sobrie rispetto allo stesso stile neoclassico milanese dell'epoca già molto austero, si presenta su tre piani con finestre con cornici molto semplici: l'unico elemento che rompe l'uniformità della facciata è il portale ad arco e lo zoccolo in pietra.
È stata la dimora del collezionista e filantropo Giovanni Masciaga nel XIX secolo e della ua collezione di dipinti.